# 弗朗索瓦·克里斯托夫·克勒曼
弗朗索瓦-艾蒂安-克里斯托夫·克勒曼，第一代瓦尔密公爵（法語：François-Étienne-Christophe Kellermann, 1st Duc de Valmy；1735年5月28日—1820年9月23日）法国军事指挥官，官至帝國元帥。在瓦爾密戰役戰勝普魯士軍，被譽為“法國大革命的拯救者”。拿破仑时期的法国元帅。在法国大革命战争和拿破仑战争时期担任不同角色，贯穿两个划时代的冲突。

## 早期生活
克勒曼来自一个萨克森人的家庭，父亲弗朗索瓦·德·克勒曼是阿尔萨斯斯特拉斯堡一个高级法官。他出身自一個中產階級家庭，作为一个志愿者进入了法国军队，1752年在洛温达尔团中担任军官候补生。1756年任龙骑兵上尉。曾参加七年战争和1771年路易十五的波兰远征，1780年在返回途中晋升为轻骑兵中校。1784年1月1日他晋升为准将，次年任旅長（marechal-de-camp）。
1788年晋升为少将。1790年担任阿尔萨斯省指挥官，其高效的边境防御准备使他得以晋升中将，并在1792年被委以诺伊柯克部队总司令之职。

## 革命时期
1789年法国大革命开始，克勒曼对革命是热烈支持的，在1791年他成为阿尔萨斯省陆军司令官，1792年4月晋升中将，同年9月他在瓦爾密戰役中击败普鲁士，拯救了新生的法蘭西共和國，避免保守勢力將革命扼殺於搖籃，用歌德的话说:“在世界的历史上打开了一个新时代”。拿破仑后来评论说:“我认为我是有史以来最大胆的一个，但1793年我不敢将帖子,脊与风车在瓦尔密(克勒曼取得的位置)。”瓦尔密战役的政治历史意义远大于其军事意义。瓦尔密之战后第二天，法兰西第一共和国成立。这次胜利也就被宣传为"人民的军队打败了旧军队"。
随后转任摩泽尔军团司令，恐怖時期因被懷疑與保王黨有聯繫而被告上军事法庭，入獄近一年，但最終被判无罪。1795年，他被任命为意大利和阿尔卑斯联合军团的司令。但遭約瑟夫·謝勒將軍排擠，新接任義大利司令的拿破崙也未重用他。同年10月，由于任职内的表现不尽人意而被撤职，改為負責軍隊的管理與訓練任務。1797年，被任命为计划入侵英国和荷兰的部队的骑兵总监。

## 帝国时期
1799年，当拿破仑掌权后，1800年克勒曼被任命为元老院议员。1801年8月1日当选为元老院议长，1803年任莱茵后备军团第三军军长，1804年5月19日被授予荣誉帝國元帥，年紀是所有元帥中最長（68歲），并成为第一批元帅中的四议员之一。1804年11月6日，拿破仑称帝，克勒曼频繁于政府军队的训练，1806年任莱茵后备军团司令，1808年被封为「瓦尔密公爵」，并担任西班牙后备军团司令。同年，他还担任位于莱茵河和埃尔瓦河的众多后备和预备军团的司令。他在行政、组织方面的技巧使他到了高龄仍得以有机会继续效力其国家，他的军事经验使他成为拿破仑最有价值的助手之一，拿破仑发挥了克勒曼的行政才干，使之为其军队服务，1812年，负责将国民自卫队改编为正规军。1813年，任莱茵预备军军长，后任斯特拉斯堡总督。
1814年，他投票赞成拿破仑皇帝退位，波旁王朝复辟后，被路易十八册封为法国贵族。而在1815年，卷土重来的拿破仑一世也册封其为贵族。

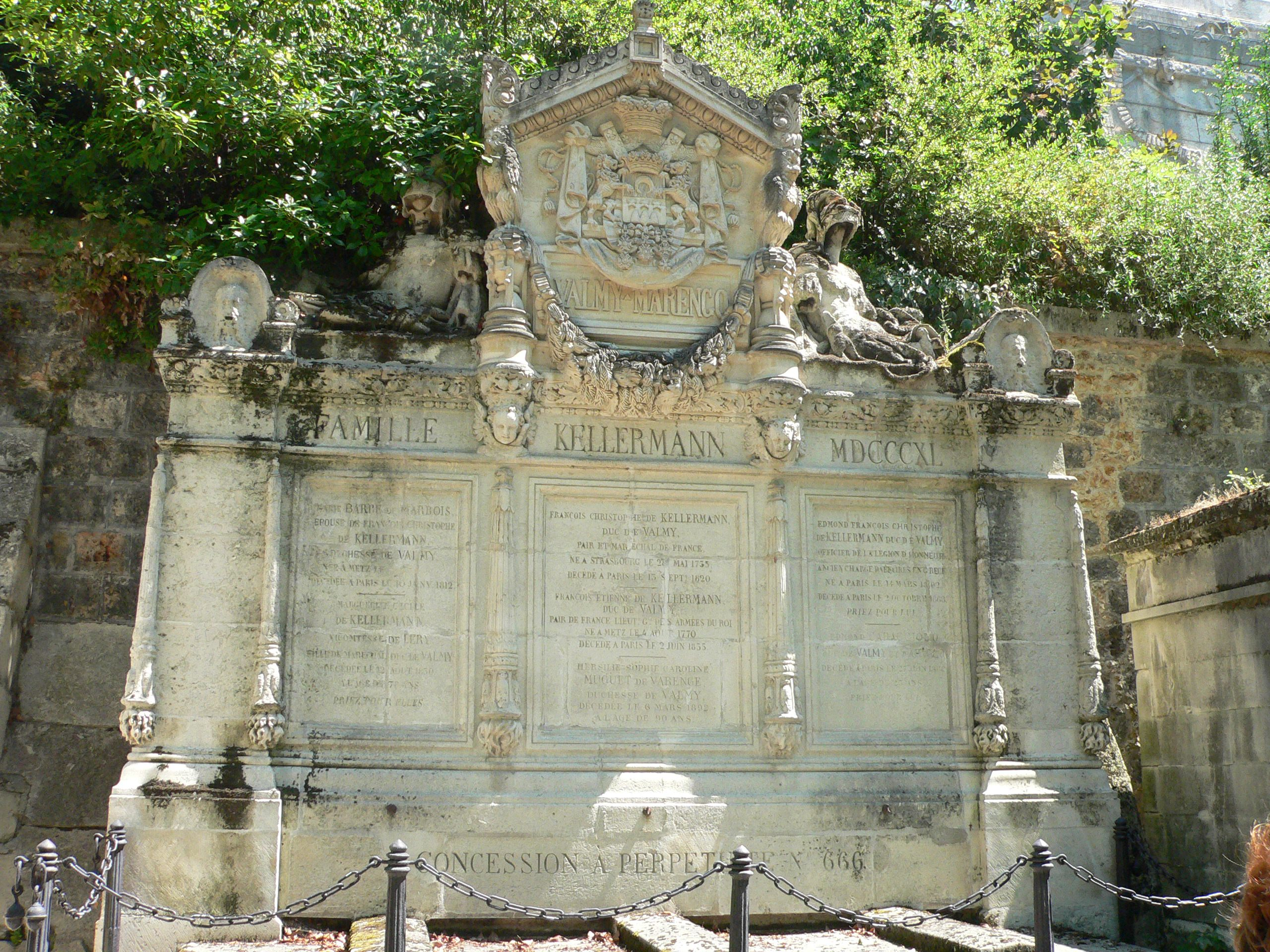
拉雪兹神父公墓克勒曼的坟墓

克勒曼元帅于1820年9月23日在巴黎去世，葬于拉雪兹神父公墓。
他的儿子弗朗索瓦·艾蒂安·德·克勒曼（François Étienne de Kellermann, 2nd Duke of Valmy）为第二代瓦尔密公爵，继续为拿破仑战斗，在马伦哥战役后被提升为骑兵将军，克勒曼的孙子是政治家弗朗索瓦·克里斯托夫·埃德蒙·德·克勒曼（François Christophe Edmond de Kellermann）。

## 延伸阅读
- J. G. P. de Salve, Fragments historiques sur M. le maréchal de Kellermann (Paris, 1807)
- De Botidoux, Esquisse de la carrière militaire de F. C. Kellermann, duc de Valmy (Paris, 1817).